# بورگسلاوس
بورگسلاوس (به هلندی: Burghsluis) یک منطقهٔ مسکونی در هلند است که در اسخائن-دایفه‌لاند واقع شده‌است.